# Legislatura 2004-2008 (Senat)
Această listă descrie componența Senatului României în legislatura: 2004-2008, în funcție de județul în care au candidat.

## Legislatura2004-2008
| Nume și Prenume                  | Județ           | Partid      |
| -------------------------------- | --------------- | ----------- |
| Liliana Lucia Tomoiagă           | Alba            | PSD         |
| Corina Crețu                     | Alba            | PSD         |
| Radu-Anton Câmpeanu              | Alba            | PSD         |
| Eugen Mihăescu                   | Alba            | PRM         |
| Alexandru Pereș                  | Alba            | PD          |
| Aurel Ardelean                   | Arad            | PRM         |
| Cristian Dimitrie Stragea        | Arad            | PNL         |
| Vasile Ioan Dănuț Ungureanu      | Arad            | PSD         |
| Gheorghe Copos                   | Argeș           | PC          |
| Dan Gabriel Popa                 | Argeș           | PD          |
| Mihai Ungheanu                   | Argeș           | PRM         |
| Luminița Gheorghiu               | Argeș           | PSD         |
| Cristian Cucuian                 | Bacău           | PD          |
| Ilie Ilașcu                      | Bacău           | PRM         |
| Radu Cătălin Mardare             | Bacău           | PSD         |
| Ion Moraru                       | Bacău           | PSD         |
| ?                                | Bacău           | PNL         |
| Alexandru Athanasiu              | Bihor           | PSD         |
| Zoltán-Lajos Szentmiklósi        | Bihor           | UDMR        |
| Mircea Leontin Matei             | Bihor           | PDL         |
| Mihai Dorin Drecin               | Bihor           | PRM         |
| Ileana Moldoveanu                | Bistrița-Năsăud | PSD         |
| Mircea Gheorghe Mereuță          | Bistrița-Năsăud | PNL         |
| Emil Răzvan Theodorescu          | Botoșani        | PSD         |
| Viorel Alexandru                 | Botoșani        | PNL         |
| Gavrilă Vasilescu                | Botoșani        | PC          |
| Ivan Cismaru                     | Brașov          | PD          |
| Nicolae-Marian Iorga             | Brașov          | PRM         |
| Mihai Mohaci                     | Brașov          | PSD         |
| Carmen Felicia Tănăsescu         | Brașov          | PNL         |
| Dan Sabău                        | Brăila          | PNL         |
| Ion Rotaru                       | Brăila          | PSD         |
| Vasile Blaga                     | București       | PD          |
| Radu-Anton Câmpeanu              | București       | PNL         |
| Cornelia Cazacu                  | București       | PD          |
| Mircea Cinteză                   | București       | PNL         |
| Nora Cecilia Rebreanu            | București       | PSD         |
| Ion Iliescu                      | București       | PSD         |
| Marius Marinescu                 | București       | PD          |
| Eugen Mihăescu                   | București       | PRM         |
| Ilie Ionel Ciuclea               | București       | PSD         |
| Ionel Popescu                    | București       | PNL         |
| Corneliu Vadim Tudor             | București       | PRM         |
| Nicolae Mărășescu                | București       | PSD         |
| Vasile Ion                       | Buzău           | PSD         |
| Corneliu Pascu                   | Buzău           | PC          |
| Verginia Șerbănescu              | Buzău           | PD          |
| Ovidiu Rădoi                     | Caraș-Severin   | PNL         |
| Ioan Talpeș                      | Caraș-Severin   | independent |
| Constantin Dumitru (senator)     | Călărași        | PNL         |
| Doru Ioan Tărăcilă               | Călărași        | PSD         |
| Vasile Dîncu                     | Cluj            | PSD         |
| Kovács Péter Eckstein            | Cluj            | UDMR        |
| Gheorghe Funar                   | Cluj            | PRM         |
| Norica Nicolai                   | Cluj            | PNL         |
| Cristian Diaconescu              | Constanța       | PSD         |
| Puiu Hașotti                     | Constanța       | PNL         |
| Dorel-Constantin Onaca           | Constanța       | PD          |
| Gheorghe Vergil Șerbu            | Constanța       | PNL         |
| Csaba Németh                     | Covasna         | UDMR        |
| Ilona Szabó                      | Covasna         | UDMR        |
| Ion Mihai Dumitrescu             | Dâmbovița       | PNL         |
| Traian Novolan                   | Dâmbovița       | PSD         |
| Claudiu Tănăsescu                | Dâmbovița       | PRM         |
| Gelu Vișan                       | Dolj            | PDL         |
| Mircea Dan Geoană                | Dolj            | PSD         |
| Mihail Lupoi                     | Dolj            | PNL         |
| Mario-Ovidiu Oprea               | Dolj            | PNL         |
| Irinel Popescu                   | Dolj            | PC          |
| Carol Dina                       | Galați          | PRM         |
| Paul Păcuraru                    | Galați          | PNL         |
| Viorel Ștefan                    | Galați          | PSD         |
| Traian Mândru                    | Galați          | PSD         |
| Irina Loghin                     | Giurgiu         | PRM         |
| Ion Rădoi                        | Giurgiu         | PSD         |
| Ion Florescu                     | Gorj            | PSD         |
| Ilie Petrescu                    | Gorj            | PRM         |
| Vilmos Zsombori                  | Harghita        | UDMR        |
| Attila Verestóy                  | Harghita        | UDMR        |
| Viorel Arion                     | Hunedoara       | PNL         |
| Viorel Senior Duca               | Hunedoara       | independent |
| Adrian Păunescu                  | Hunedoara       | PSD         |
| Șerban Nicolae                   | Ialomița        | PSD         |
| Tudor Panțuru                    | Ialomița        | PD          |
| Neculai Apostol                  | Iași            | independent |
| Dan Cârlan                       | Iași            | PD          |
| Ion Solcanu                      | Iași            | PSD         |
| Radu Terinte                     | Iași            | PC          |
| Varujan Vosganian                | Iași            | PNL         |
| Anghel Iordănescu                | Ilfov           | PSD         |
| Viorel Aurelian Moldoveanu       | Ilfov           | PDL         |
| Ioan Corodan                     | Maramureș       | PRM         |
| Radu Stroe                       | Maramureș       | PNL         |
| Ioan-Codruț Șereș                | Maramureș       | PC          |
| Petre Daea                       | Mehedinți       | PSD         |
| Alexandru Ioan Morțun            | Mehedinți       | PNL         |
| Ștefan-Mihail Antonie            | Mureș           | independent |
| György Frunda                    | Mureș           | UDMR        |
| Radu Cristian Georgescu          | Mureș           | PSD         |
| Béla Markó                       | Mureș           | UDMR        |
| Ioan Chelaru                     | Neamț           | PSD         |
| Silvia Ciornei                   | Neamț           | PC          |
| Viorica Georgeta Pompilia Moisuc | Neamț           | PRM         |
| Șerban-Cezar Strătilă            | Neamț           | PNL         |
| Marin Bobeș                      | Olt             | PD          |
| Mihaela Rodica Stănoiu           | Olt             | PSD         |
| Ion Toma                         | Olt             | PSD         |
| Constantin Găucan                | Prahova         | PRM         |
| Antonie Iorgovan                 | Prahova         | PSD         |
| Paula Maria Ivănescu             | Prahova         | PD          |
| Teodor Viorel Meleșcanu          | Prahova         | PNL         |
| Dan Mircea Popescu               | Prahova         | PSD         |
| Károly Ferenc Szabó              | Satu Mare       | UDMR        |
| Sever Șter                       | Satu Mare       | PSD         |
| Szabó Andras Levente Fekete      | Sălaj           | UDMR        |
| Petru Stan                       | Sălaj           | PRM         |
| Viorel Arcaș                     | Sibiu           | PSD         |
| Nicolae Neagu                    | Sibiu           | PD          |
| Ilie Stoica                      | Sibiu           | PC          |
| Octav Cozmâncă                   | Suceava         | PSD         |
| Ioan Gheorghe Mihețiu            | Suceava         | PDL         |
| Constantin Gheorghe              | Suceava         | PC          |
| Tiberiu-Aurelian Prodan          | Suceava         | PNL         |
| Ion Basgan                       | Teleorman       | PNL         |
| George Sabin Cutaș               | Teleorman       | PC          |
| Petru Șerban Mihăilescu          | Teleorman       | PSD         |
| Adrian Mihai Cioroianu           | Timiș           | PNL         |
| Gheorghe David                   | Timiș           | PD          |
| Ioan Nasleu                      | Timiș           | PRM         |
| Ilie Sârbu                       | Timiș           | PSD         |
| Daniel Ilușcă                    | Tulcea          | PNL         |
| Ion Vărgău                       | Tulcea          | PSD         |
| Gheorghe Viorel Dumitrescu       | Vâlcea          | PRM         |
| Dorel Jurcan                     | Vâlcea          | PD          |
| Mihail Popescu                   | Vâlcea          | PSD         |
| Cristian David                   | Vaslui          | PNL         |
| Aristide Roibu                   | Vaslui          | PSD         |
| Doina Silistru                   | Vaslui          | PSD         |
| Angel Tîlvăr                     | Vrancea         | PSD         |
| Jan Vraciu                       | Vrancea         | PD          |

## Au încetat mandatul înainte de terminarea legislaturii
| Nume și Prenume          | Județ           | Partid |
| ------------------------ | --------------- | ------ |
| George Cristian Maior    | Alba            | PSD    |
| Petru Nicolae Ioțcu      | Arad            | PD     |
| Nicolae Văcăroiu         | Argeș           | PSD    |
| Aron Ioan Popa           | Bacău           | PNL    |
| Ștefan Pete              | Bihor           | UDMR   |
| Radu Țîrle               | Bihor           | PDL    |
| Verginia Vedinaș         | Bihor           | PRM    |
| Ovidiu Teodor Crețu      | Bistrița-Năsăud | PSD    |
| Mihai Țâbuleac           | Botoșani        | PNL    |
| Otilian Neagoe           | Brașov          | PSD    |
| Nicolae Vlad Popa        | Brașov          | PNL    |
| Aurel Gabriel Simionescu | Brăila          | PSD    |
| Dan Voiculescu           | București       | PC     |
| Sorin Mircea Oprescu     | București       | PSD    |
| Corina Crețu             | București       | PSD    |
| Valentin Zoltán Puskás   | Covasna         | UDMR   |
| Radu Mircea Berceanu     | Dolj            | PDL    |
| Silvia Adriana Țicău     | Galați          | PSD    |
| Csaba Sógor              | Harghita        | UDMR   |
| Maria Petre              | Ialomița        | PD     |
| Teodor Filipescu         | Ilfov           | PSD    |
| Cristache Rădulescu      | Ilfov           | PD     |
| Liviu-Doru Bindea        | Maramureș       | PRM    |
| Valeriu Andrei Steriu    | Olt             | PSD    |
| Gheorghe Flutur          | Suceava         | PNL    |
| Valentin Dinescu         | Timiș           | PRM    |